# 294 (numero)
Duecentonovantaquattro (294) è il numero naturale dopo il 293 e prima del 295.

## Proprietà matematiche
- È un numero pari.
- È un numero composto con 12 divisori: 1, 2, 3, 6, 7, 14, 21, 42, 49, 98, 147, 294. Poiché la somma dei suoi divisori (escluso il numero stesso) è 390 > 294, è un numero abbondante.
- È un numero semiperfetto in quanto pari alla somma di alcuni (o tutti) i suoi divisori.
- È parte delle terne pitagoriche (280, 294, 406), (294, 392, 490), (294, 1008, 1050), (294, 2392, 2410), (294, 3080, 3094), (294, 7200, 7206), (294, 21608, 21610).
- È un numero palindromo e un numero a cifra ripetuta nel sistema di numerazione posizionale a base 20 (EE).
- È un numero pratico.
- È un numero congruente.
- È un numero malvagio.

## Astronomia
- 294P/LINEAR è una cometa periodica del sistema solare.
- 294 Felicia è un asteroide della fascia principale del sistema solare.

## Astronautica
- Cosmos 294 è un satellite artificiale russo.